# 扎巴拉 (科列茨區)
50°35′42″N 27°3′57″E / 50.59500°N 27.06583°E
扎巴拉（烏克蘭語：Забара），是烏克蘭西北部的村莊，隸屬里夫內州的里夫內區。該村始建於1675年，面積0.6平方公里，2001年人口230，人口密度每平方公里382.7人。